# Municipio de Norrköping
Norrköping (en sueco: Norrköpings kommun) es un municipio en la provincia de Östergötland, al sureste de Suecia. Su sede se encuentra en la ciudad de Norrköping. El municipio actual se formó en 1971 por la fusión de la ciudad de Norrköping con el municipio rural de Skärblacka. En 1974 se añadió Vikbolandet.

## Localidades
Hay 19 áreas urbanas (tätort) en el municipio:
| #  | Tätort              | Población |
| -- | ------------------- | --------- |
| 1  | Norrköping          | 96 766    |
| 2  | Åby                 | 7099      |
| 3  | Krokek              | 5173      |
| 4  | Lindö               | 4942      |
| 5  | Skärblacka          | 4033      |
| 6  | Svärtinge           | 3496      |
| 7  | Kimstad             | 1487      |
| 8  | Östra Husby         | 863       |
| 9  | Ljunga              | 743       |
| 10 | Öbonäs              | 670       |
| 11 | Graversfors         | 574       |
| 12 | Norsholm            | 561       |
| 13 | Eksund              | 505       |
| 14 | Marby y Marbystrand | 281       |
| 15 | Djurön              | 280       |
| 16 | Berga               | 272       |
| 17 | Simonstorp          | 243       |
| 18 | Herstadberg         | 234       |
| 19 | Kvarsebo y Säter    | 200       |

## Ciudades hermanas
Norrköping está hermanado o tiene tratado de cooperación con:
- Klaksvík, Dinamarca
- Kópavogur, Islandia
- Odense, Dinamarca
- Tampere, Finlandia
- Trondheim, Noruega
- Esslingen am Neckar, Alemania
- Linz, Austria
- Riga, Letonia